# Biagio Marini
Biagio Marini (ur. 5 lutego 1594 w Brescii, zm. 17 listopada 1663 w Wenecji)  – włoski skrzypek i kompozytor wczesnego baroku.
W latach 1615–1618 był muzykiem w bazylice św. Marka w Wenecji. Następnie działał w Brestii (1620) i Parmie (1621). W latach 1623–1645 przebywał w Niemczech, najpierw u księcia w Neuburg an der Donau, a potem w Düsseldorfie. W końcu powrócił do Włoch. Działał w Mediolanie (1649), Ferrarze (1652), w Vicenzy (1655). Ostatnie lata życia spędził w Wenecji i Brescii.
Marini jest twórcą sonaty solowej na skrzypce i basso continuo (Affetti musicali, Wenecja 1617). Rozwinął technikę gry na skrzypcach wprowadzając tremolo i dwudźwięki. Komponował madrygały, symfonie, arie, koncerty, psalmy, sonaty da chiesa i da camera.